# Damir Bajs
Damir Bajs, född 7 oktober 1964 i Pakrac, är en kroatisk politiker (HSS). Åren 2008–2012 tjänstgjorde han som  turismminister och sedan år 2013 han  landshövding i Bjelovar-Bilogoras län.

## Biografi
Bajs föddes år 1964 i Pakrac i dåvarande Jugoslavien. Han gick i grundskola i Nova Rača och gymnasieskola i Bjelovar. År 1991 tog han examen vid Universitetet i Zagrebs juridiska fakultet och innehade därefter praktiktjänst på en advokatbyrå i Zagreb. Bajs deltog åren 1991–1992 i det kroatiska självständighetskriget där han ingick i den kroatiska arméns 105:e brigad. Från mars 1994 till mars 1995 var han chef för Bjelovars juridik- och fastighetskontor. I april 1995 tillträdde han tjänsten som länssekreterare och år 2000 som landshövding i Bjelovar-Bilogoras län. Åren 2008–2012 var han turismminister i Jadranka Kosors regering. År 2013 tillträdde han ånyo ämbetet som landshövding i Bjelovar-Bilogoras län.
Bajs är gift med Smiljana Sunara och paret har en dotter.